# 한국신학연구소
한국신학연구소는 1969년 한국신학과 한국교회를 위한 연구소의 필요성에 따라 민중신학자 안병무 박사가 독일교회의 지원을 받아 1973년 2월에 창립된 신학연구소이다. 목적은 신앙과 생활의 균형을 갖는 ‘기독교 공동체 문화’의 발전을 위한 학술연구와 훈련 및 교육, 한국 기독교와 한국 사회의 발전에 이바지하는 신학 연구, 종교다원사회에서 종교간 협력에 이바지하는 연구 및 선교, 종교 및 신학사상의 국제 교류를 통해 기독교의 발전에 이바지하는 연구 교류를 수행하는 것이다. 학술훈련과 출판사업 그리고 기념사업을 통하여 연구소의 목적을 실현하고 있다.

## 참고 문헌
- 「한국 신학과 교회 발전에 기여한 한국신학연구소 30년: 『신학사상』과 신학서적 출판을 중심으로」(임태수, 『신학사상』122, 2003)
- 「한국신학연구소 25년 회고와 전망」(유동식·김경재·손규태, 『신학사상』102, 1998)
- 한국신학연구소(www.ktsi.or.kr)
- 한국신학연구소 [韓國神學硏究所] (한국민족문화대백과, 한국학중앙연구원)